# Sunita Mani
Sunita Mani es una actriz, bailarina y comediante estadounidense. Es más conocida por su papel de Trenton en la serie Mr. Robot, de la cadena USA Network.

## Vida y carrera
Mani nació en Tennessee y se graduó de la Dickson County High School en Dickson, Tennessee, en 2004. Asistió al Emerson College en Boston, donde recibió una licenciatura en Bellas Artes en escritura, literatura y publicación. Mientras estudiaba, Mani comenzó su carrera como comediante de stand-up. Después de graduarse en 2008, se unió a la Brigada de Ciudadanos Verdaderos y recibió clases de comedia de improvisación durante tres años.
Se unió al Cocoon Central Dance Team, donde trabajó como bailarina y coreógrafa. 
Inició su carrera como actriz apareciendo en una serie piloto de MTV llamada Writers Block, y también en comerciales para Burger King y Levis.
Se ganó el reconocimiento por su actuación en el vídeo musical "Turn Down For What" de DJ Snake y Lil Jon, lanzado en 2013. Mani apareció en la serie de drama informático Mr. Robot, como Trenton, una hacker. En 2017, apareció en la serie de Netflix GLOW, en el papel de Arthie Premkumar.

## Filmografía
| Año       | Título                                               | Rol                                          | Nota                                |
| --------- | ---------------------------------------------------- | -------------------------------------------- | ----------------------------------- |
| 2013      | "Turn Down for What"                                 | Chica                                        | Vídeo musical de DJ Snake y Lil Jon |
| 2015-2017 | Mr. Robot                                            | Trenton                                      | Serie televisiva de USA Network     |
| 2017-2019 | GLOW                                                 | Arthie Premkumar                             | Serie de Netflix                    |
| 2019      | Wine Country Can you keep a secret                   | Dolly Lissy                                  | Película                            |
| 2022      | Spirited                                             | Bonnie, el fantasma de las Navidades pasadas | Película                            |
| 2023      | You Hurt My Feelings                                 | Dr. Allen                                    | Película                            |
| 2023      | Please Don't Destroy: The Treasure of Foggy Mountain | Tricia                                       | Película                            |
| 2024      | A Nice Indian Boy                                    | Arundhathi                                   | Película                            |